# Duttaphrynus chandai
Duttaphrynus chandai é uma espécie de anfíbio anuro da família Bufonidae. Está presente na Índia.